# تدفق تحت أرضي
في علم المياه، التدفق تحت الأرضي (بالإنجليزية: Subsurface flow)‏، هو تدفق المياه الجوفية في منطقة غير مشبعة وفي طبقة المياه الجوفية. قد ترجع المياه الجوفية إلى السطح، على سبيل المثال خلال فصل الربيع أو التي يتم ضخها. وتتسرب في نهاية المطاف إلى المحيطات. ترجع المياه إلى سطح الأرض عند ارتفاع منخفض بالمقارنة مع موقع التسرب تحت قوة الجاذبية أو الضغوط الناتجة عن الجاذبية. المياه الجوفية تميل إلى التحرك ببطء، وتتجدد ببطء، لذلك يمكن أن تبقى في بعض الحالات في طبقات المياه الجوفية لآلاف السنين.